# Noda (przedsiębiorstwo)
Noda – globalna platforma typu otwartej bankowości założona w lutym 2020 w Londynie przez Lasmę Kuhtarską i Igora Lokteva.

## Historia
Noda została założona przez Lasmę Kuhtarską i Igora Lokteva w lutym 2020 w Londynie. W kwietniu 2021 firma uruchomiła wersję beta swoich otwartych płatności bankowych. W lipcu 2022 Noda połączyła większość banków w Unii Europejskiej i Wielkiej Brytanii. W październiku 2022 uruchomiono płatności B2C. W lutym 2023 Noda nawiązała współpracę z Wargaming, aby uruchomić natychmiastowe otwarte płatności bankowe dla gier wydawcy. W ramach tej współpracy wprowadzono kilka metod płatności online, w tym transakcje między kontami (A2A). 4 października 2023 Noda nawiązała współpracę z Tickets Travel Network, firmą zajmującą się dystrybucją usług turystycznych w regionie Europy, Bliskiego Wschodu i Afryki. W grudniu 2023 r. wprowadzono nowe usługi, w tym usługi danych AIS i generowane przez sztuczną inteligencję linki płatnicze. W lutym 2024 r. firma Noda wprowadziła weryfikację tożsamości i zaawansowane środki przeciwdziałania oszustwom.
Do maja 2024 firma rozszerzyła swoją działalność na Kanadę, Australię i Brazylię, zakładając spółki w tych państwach.Pod koniec 2024 roku Noda wprowadziła swoją platformę orkiestracji Pay & Go, mającą na celu uproszczenie rejestracji, procesów Know Your Customer (KYC) oraz obsługi płatności dla firm i ich klientów. W styczniu 2025 roku Noda uruchomiła zasilane sztuczną inteligencją strony płatności dostosowane do potrzeb twórców treści oraz małych i średnich przedsiębiorstw (MŚP), pozwalające na tworzenie spersonalizowanych interfejsów płatniczych bez zaawansowanej wiedzy technicznej.  
W marcu 2025 roku Noda wprowadziła usługę płatności za pomocą kodu QR dla firm działających w modelu offline w Wielkiej Brytanii, umożliwiającą przyjmowanie płatności typu account-to-account bez potrzeby korzystania z tradycyjnych terminali kartowych.    
W kwietniu 2025 roku spółka zarejestrowała swój znak towarowy w Unii Europejskiej, co miało na celu wzmocnienie ochrony marki we wszystkich państwach członkowskich.
W czerwcu 2025 roku Noda nawiązała współpracę z litewską platformą do fakturowania Invoice123, aby rozszerzyć ofertę usług płatności w czasie rzeczywistym dla małych firm.  Równocześnie firma uruchomiła Noda Prime – rozwiązanie wspierające streamerów w przyjmowaniu dotacji przy niższych opłatach i lepszej interakcji z widownią.  